# Ozarba mesozonata
Ozarba mesozonata är en fjärilsart som beskrevs av George Francis Hampson 1916. Ozarba mesozonata ingår i släktet Ozarba och familjen nattflyn. Inga underarter finns listade i Catalogue of Life.